# Rafael Sun
Rafael Sun Pereira (Rio de Janeiro, 25 de setembro de 2007) é um ator brasileiro. Iniciou a carreira em  2015 com um comercial e fez no mesmo ano seu primeiro teste para uma novela, e assim começou sua carreira de ator. Ficou conhecido por seus personagens nas novelas Órfãos da Terra, da Rede Globo, Novo Mundo, também da TV Globo, e Os Dez Mandamentos, da RecordTV.

## Filmografia

### Televisão
| Ano  | Título                       | Personagem                 |
| ---- | ---------------------------- | -------------------------- |
| 2015 | Tem Criança na Cozinha Gloob | Ele mesmo                  |
| 2015 | Os Dez Mandamentos           | Eleazar (criança)          |
| 2016 | Video Show                   | Apresentador               |
| 2017 | Novo Mundo                   | Joaquim Martinho (criança) |
| 2019 | Órfãos da Terra              | Artur Nasser Batista       |
| 2021 | Gênesis                      | Abrão (criança)            |
| 2025 | Paulo, O Apóstolo            | A ser anunciada            |

### Teatro
- Nos Tempos do Milk Shake (Teatro Nathalia Timberg)
- Pinóquio (Teatro Catsapá)
- Na Estrada Amarela (Theatro Net Rio)